# Hilara carbonaria
Hilara carbonaria är en tvåvingeart som beskrevs av Axel Leonard Melander 1902. Hilara carbonaria ingår i släktet Hilara och familjen dansflugor. Inga underarter finns listade i Catalogue of Life.